# Касарма
Касарма (грецька: Καζάρμα) — фортеця на пагорбі над портом міста Сітія на острові Крит, Греція.

## Історія
Фортецю, побудовану у візантійські часи, укріплювали й ремонтували генуезці, венеційці в період, коли вони правили островом. Назва «Казарми» походить від італ. casa d'arma, дос. «будинок зброї» (від casa — «будинок» і arma — «зброя»). Фортеця була трикутної форми.
Протягом століть фортеця була сильно пошкоджена піратськими набігами, повстаннями місцевих жителів та землетрусами 1303 та 1508 років В 1538 році її значна частина була зруйнована під час вторгнення до Сітії османського адмірала Хайр ад-Діна Барбаросса..
Перший ремонт фортеці зробив генуезець Генріх Пескатор у 1204 році. Венеційці ремонтували фортецю у 1303, 1450, 1538 роках.
У 1586 році місцеві жителі зібрали 1500 дукатів на реставраційні роботи фортеці, але вона вже не повернула колишньої слави та сили. У 1651 році венеційці під проводом генерала Моценіго остаточно перевели свій гарнізон до Іракліона, оскільки не вважали, що фортеця зможе витримати оборону. Невдовзі османи оселилися на острові й також провели деякі реконструкційні роботи у фортеці. Зокрема вони перетворили фортецю на форт, побудувавши його на основі венеційської башти, змінили її інтер'єр, зокрема дах, куполи на сторожових баштах.

## Сьогодення
У 1966 році фортецю оголосили пам'яткою історії і нині вона відкрита для відвідувань. До цього вона належала Управлінню цивільної авіації Греції. Тут були ангари й інші будівлі, які знесені в 1970 році.
Тут проводяться різні культурні заходи — концерти, театральні вистави, лекції, виставки образотворчого мистецтва, фестиваль «Корнарія» тощо.
Фортеця відкрита щодня, окрім понеділка, в такий період: з 1 листопада по 31 березня: 08:30 — 15:00. З 1 квітня по 31 жовтня: 08:30 — 19:30.